# Самуель Лещинський
Самуель Лещинський (Самійло Лещинський, пол. Samuel Leszczyński; 1637 — 1676) — польський шляхтич, магнат, військовик, урядник, державний і політичний діяч Речі Посполитої. Представник роду Лещинських гербу Венява.

## Життєпис
Народився 1637 року. Походив з впливового роду Лещинських. Син Анджея Лещинського — воєводи дерптського (бл.1606—1651), та його дружини Ганни — доньки князя Самійла Корецького. Після смерті батька його опікуном став стрийко Богуслав, підчаший коронний, який знищив осередок протестантів у Барануві-Сандомирському.
Є сліди його зв'язків у 1652 році із Сандомирським колегіумом єзуїтів, які дозволяють припустити, що там він навчався. Перейшов з кальвінізму на римо-католицький обряд. В липні 1655 року став ротмістром козацької і татарської корогви, однак невідомо, чи брав участь у війнах 1655—1657 років. У липні 1657 року під час перемовин з князем Дєрдем II Ракоці польська сторона призначила заручником дерптського воєводича, очевидно С. Лещинського. У 1658 (може, 1659) його корогва входила до складу полку Єжи Себастьяна Любомирського, який воював на Помор'ї. Між квітнем 1658 та лютим 1659 (у лютому 1659 перебував на Волині) отримав уряд луцького старости. 1660 року: командував полком кавалерії, після скорочення війська (може, 1663-го) його корогви увійшли до складу королівського полку; брав участь у Чуднівській битві з московитами у складі дивізії коронного гетьмана Станіслава «Ревери» Потоцького. У січні 1662 року був маршалком Луцького сеймику. Брав участь у подіях на Правобережній Україні 1664 року; очевидно, того ж року став обозним коронним після Станіслава Яна Яблоновського. У вересні 1671 року разом з князем Острозьким командував групою військ на Волині. 1672 року він знову командував своїм полком. 1673 року відступив Луцьке староство Станіславові Беневському. У 1659, 1662, 1667 і 1668 роках був послом сейму від Волині.
Остерігаючись наїздів князів Корецьких, С. Лещинський у 1657—1658 роках поставив козацькі залоги у своїх володіннях у Корці та Межирічі Корецькому і під тиском влади й шляхти звернувся до гетьмана Івана Виговського за допомогою. 1665 року братанок Анджей Лещинський (син брата Владислава) обрав його своїм опікуном. Підписав вибір королями Міхала Корибута Вишневецького і Яна III Собеського.
Помер 1676 року бездітним.

### Маєтності
По смерті в 1651 році стрийка Самуеля Кароля Корецького — стриєчного брата матері — отримав значну «фортуну» князів Корецьких (головно маєтки корецькі, межиріцькі), може, завдяки допомозі підприємливого стрия Богуслава. На них також претендувала тітка Самуеля Кароля Ізабелла з князів Корецьких Чорторийська та її діти. В 1666 році подав позов на Л. І. Чарторийську через захоплення нею Кальника. На початку 1667 року мав процес з міщанами Львова. Братанку Анджею Лещинському переказав Корець, залишив собі Баранув-Сандомирський, Чорторийськ.

### Творчість
Творчіть зблизила його зі Станіславом Геракліушем Любомирським, який присвятив С. Лещинському вірша, в якому хвалив його як поета. Після Чуднівської битви з московитами у 1661 році написав «Битву з Шереметом». Поема суха і прозаїчна, однак є джерелом до історії війни. У 1674 році написав поему «Класікум безсмертної слави після перемоги під Хотином» як панегірик Янові III Собеському. Поема має каталог польських героїв (персонажів) від короля Мєшка до Яна II Казимира, Стефана Чарнецького, князя Єремії Вишневецького. На честь Яна III написав «Кармен Вітчизни» (залишилася у рукописі). С. Лещинський «віршем володів слабо, не чув ритм, риму втрачав, ніж калічив і перекручував». Не виключені його контакти з Вацлавом Потоцьким.

## Пам'ять
Є героєм повісті Г. Малевської (пол. H. Malewska) «Panowie Leszczyńscy» (1961).